# Lista över vanliga missuppfattningar
Detta är en lista över vanliga missuppfattningar. Med vanlig missuppfattning menas här en missuppfattning eller faktoid som i tidningar eller av en myndighet beskrivits som vanlig, men där motsägande fakta är vedertagen av samlad expertis. 
Listan är inte menad att vara en komplett överblick. Urvalet baseras på i alla fall följande regler:
- Det måste tydligt framgå vilken missuppfattning som avses.
- Missuppfattningens övergripande ämne måste ha en egen artikel.
- Missuppfattningen måste både nämnas och ha referenser i ämnets artikel.
- Missuppfattningen måste ha åtminstone två pålitliga källor, både gällande att det rör sig om en missuppfattning och gällande de fakta som presenteras.
- Missuppfattningen måste vara aktuell, inte något som en gång i tiden varit en missuppfattning men fakta numera är välkända bland allmänheten.

## Historia

### Förhistorisk tid och antiken
Det finns en missuppfattning att

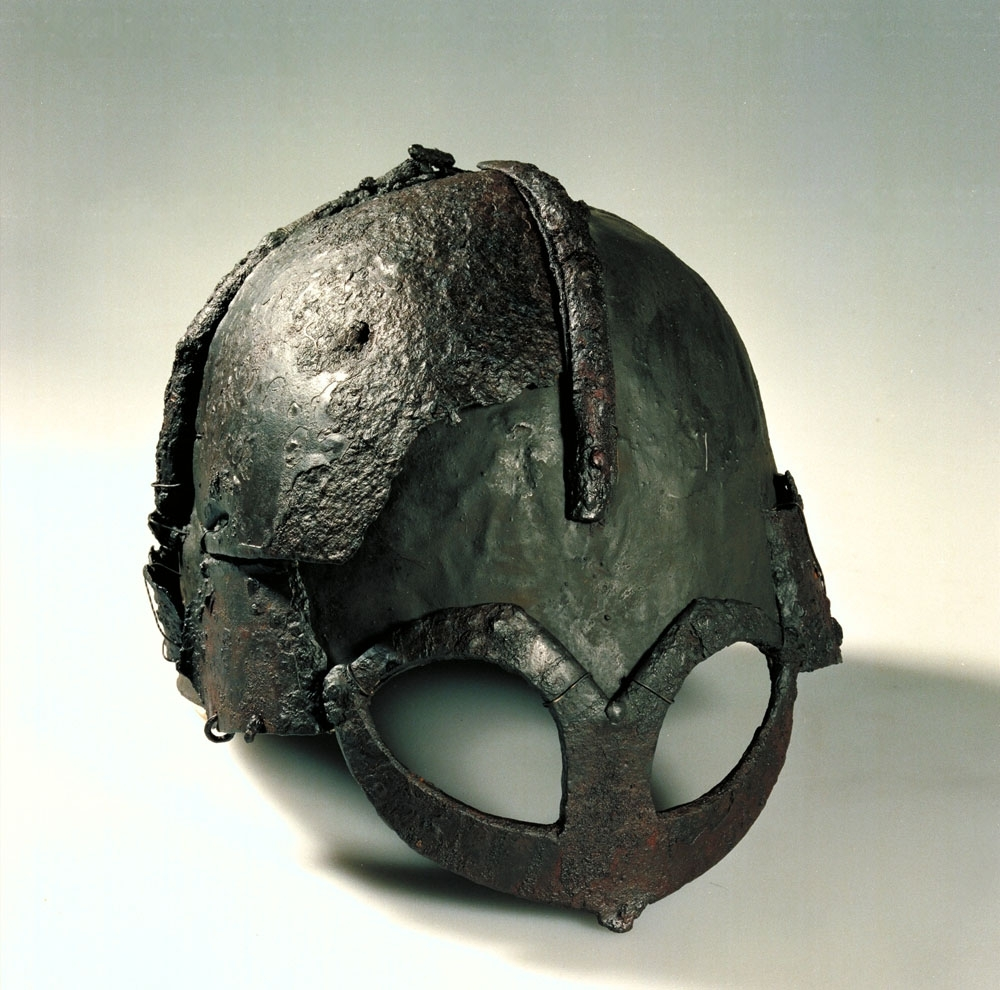
Vikingahjälm i järn från Gjermundbu-fyndet är en av få upphittade vikingahjälmar.

- ... stenåldersmänniskorna främst levde i grottor, vilket lett till att de kallas grottmänniskor. Artefakterna från grottor är ofta bättre bevarade än från andra platser, vilket ledde till att de tidigare antogs ha bott där.[1][2][3]
- ... skulpturer från antikens Grekland genomgående var vita. De var tvärtom målade i grälla färger. Vi ser bara den vita marmorn idag på grund av att färgen nötts av eller tvättats bort, och för att det var idealet under renässansen.[4][5]
- ... årtalet 0 förekommer i vår tideräkning, men  år 1 e.Kr följer direkt på år 1 f.Kr.[6]
- ... gladiatorer uteslutande stred till döds. Vältränade gladiatorer var alltför dyrbara.[7][8][9][10]
- ... vikingarnas hjälmar hade horn, som de oftast framställs i populärkultur från 1800- och 1900-talen. Det har aldrig hittats någon sådan, och hjälmar var i själva verket ovanliga hos vikingarna.[11][12]

### Medeltiden
- ... medeltiden som också kallas den "Mörka tidsåldern", var en väldigt oupplyst tid. I själva verket påbörjades bland annat bygget av rättsstaten och allt fler universitet grundades.[13][14]
- ... vetenskapen under medeltiden trodde på en platt jord.[15] Redan under 500-talet f.Kr. kände Pythagoras till att vi lever på en sfärisk jord. Under 200-talet f.Kr. beräknade Eratosthenes jordens omkrets med en felmarginal på mindre än 2 procent. Denna kunskap glömdes inte bort efter antiken.[16]
- ... att adelsherrar ska ha haft "rätten till första natten", Ius prima noctis, det vill säga rätt att tillbringa första natten med bruden när någon av hans underlydande gifte sig. Det har mycket litet stöd i källorna.[17]

### Feodala Japan
- ... ninjor genomgående var svartklädda och tillhörde en hemlig sekt. I själva verket var de kommandosoldater som och de använde de kläder som gav mest kamouflage.[18]

### Renässansen och tidigmodern tid

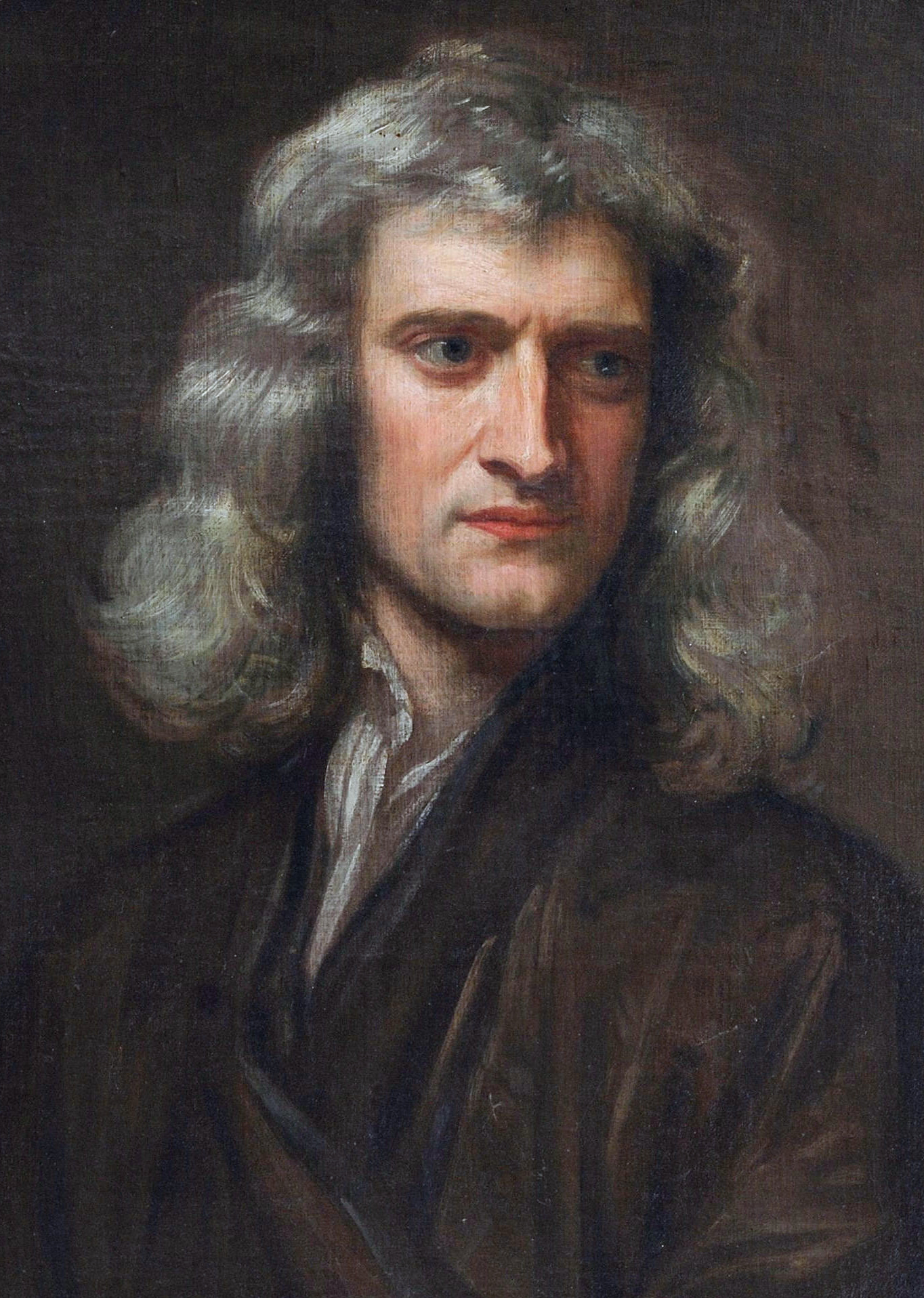
Isaac Newton fick inte idén till tyngdkraften av ett äpple i huvudet.

- Den spanska inkvisitionen var inte så blodig: under 160 år genomfördes 45 000 rättsprocesser, varav bara 826 ledde till dödsstraff.[14][19]
- Isaac Newton fick inte idén om att tyngdkraften fanns när han fick ett äpple i huvudet. Man har känt till tyngdkraften länge. Däremot insåg han när han såg ett äpple falla att samma kraft som påverkade äpplet också påverkar planeterna.[20][21][22]
- Napoleon var inte kortare än medellängd. Han var vid sin död 168 centimeter, vilket är längre än genomsnittet av samtida fransmän och svenska beväringar.[23][24][25][26]

### Modern tid

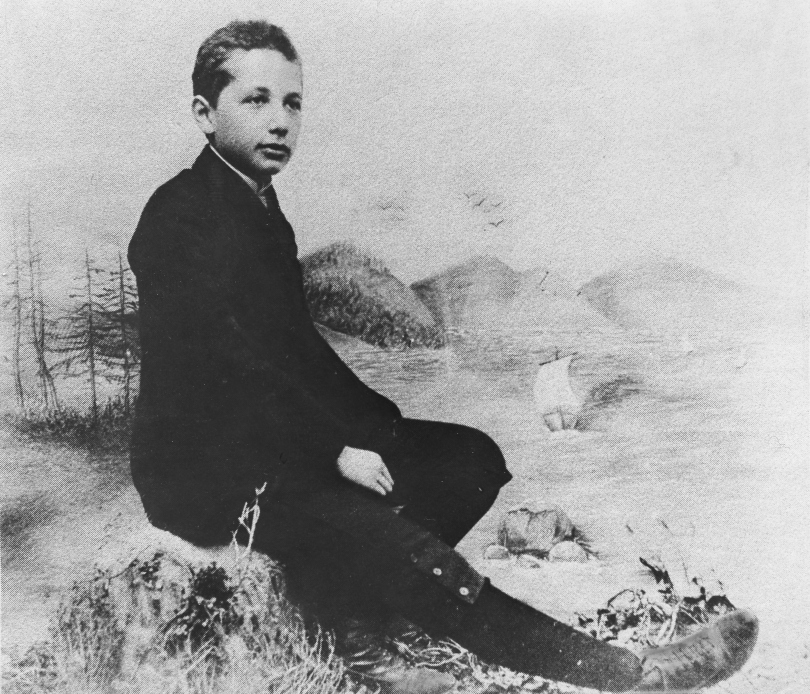
Albert Einstein, 14 år på bilden, blev aldrig underkänd i matematik.

- Albert Einstein var inte dålig i matematik och blev aldrig underkänd i ämnet.[27] Enligt Einstein själv hade han bemästrat integralkalkyl och differentialkalkyl innan han fyllde 15 år.[28]
- Det pågick inte några stora behåbränningar för att framhäva den kvinnliga frigörelsen. Det började med ett iscensatt tidningsreportage för att etablera behåbränning som metod.[29][30]
- Bermudatriangeln är inte mer olycksdrabbad än något annat område. Ryktet fick fart i och med en bok som publicerades 1974, Dödens triangel av Charles Berlitz.[31][32][33]
- Carl XVI Gustaf är inte den sextonde svenska kungen med namnet Karl. Sedan Erik XIV, som använde sig av den katolske biskopen Johannes Magnus falska historieskrivning, har vissa kungar haft för höga ordningsnummer.[34][35]

## Geografi
- Jorden är inte helt rund, utan tillplattad kring polerna och svullen kring ekvatorn. Det skiljer cirka 21 kilometer i avståndet från jordens centrum till jordens yta vid ekvatorn respektive vid polerna. Skillnaden motsvarar ungefär 0,17 %, vilket är mindre än de avvikelser som tillåts vid tillverkning av biljardbollar (0,22 %).[36][37][38]
- Den största delen av Afrika ligger inte på södra halvklotet utan på norra halvklotet.[39][40][41]
- Grönland är inte lika stort som Sydamerika, som det kan verka på kartor med Mercator-projektion, utan drygt en åttondel så stort. Mercators projektion förstorar områden som befinner sig nära polerna.[39][42][43][44]

## Naturvetenskap

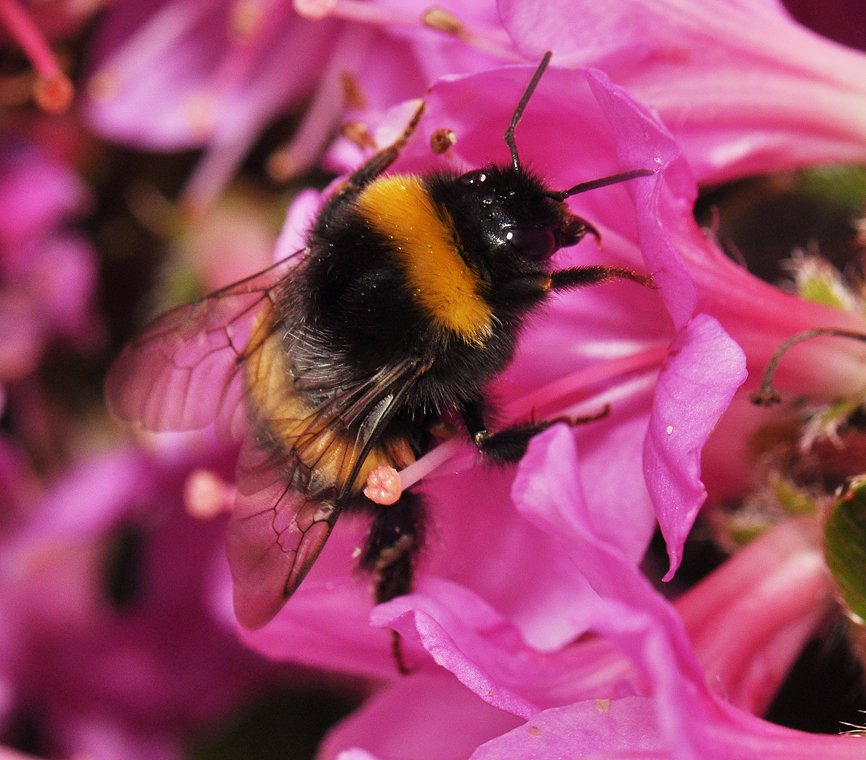
Humlor bryter inte mot aerodynamikens lagar.

### Biologi och kemi
- Evolutionsteorin är inte bara en teori i den vardagliga betydelsen. En vetenskaplig teori är testad enligt den vetenskapliga metoden, och evolutionsteorin är en av de mest granskade och bevisade hypoteserna.[45][46][47][48][49][50][51][52]
- Människan utvecklades inte från någon nu levande art av apor. Människor och schimpanser har dock en gemensam förfader.[53][54][55][56]
- En persons hår och naglar fortsätter inte att växa efter att denne dör. Däremot kan det se ut så eftersom huden torkar ut, och då drar ihop sig, vilket exponerar mer av håret och naglarna.[57][58]

- Fladdermöss är inte blinda.[59] Vissa större fladdermusarter har till och med betydligt bättre syn än vad människor har.[60]

- Man får inte vårtor av att röra paddor.[61] Vårtor orsakas framförallt av humant papillomvirus, HPV,[62] och smittar enbart människor emellan.[63]

- Strutsar sticker inte huvudet i sanden för att gömma sig för fiender.[64] Denna missuppfattning härstammar troligen från Plinius den äldre som skrev "om de gömmer sitt huvud och sin hals i ett buskage så tror de att de är helt dolda." cirka 50–70 e.Kr.[65]
- Humlor bryter inte mot aerodynamikens lagar. Citatet går att spåra till en diskussion om att humlors Reynoldstal är lägre än de för både fåglar och flygplan. Dock har det ingen betydelse eftersom de använder en annan metod för att flyga.[66][67]
- Tjurar blir inte aggressiva av den röda färgen på skynkena vid tjurfäktning, utan av rörelse och annan provokation.[68][69][70]
- Människor använder mer än 10 % av hjärnan. Hela hjärnan är, mer eller mindre, aktiv hela tiden.[71]
- Guldfiskar har inte enbart några sekunders minne, utan deras minne sträcker sig flera månader.[72][73]
- En groda som blir långsamt kokad kommer att lämna vattnet när temperaturen blir obehaglig.[74][75][76]
- Lämlar begår inte massjälvmord genom att kasta sig från klippor.[70] Vid migrationer kan individer dö, men missuppfattningen spreds framför allt via Disneyfilmen White Wilderness från 1958.[77][78]
- Det finns inget bly i blyertspennor. Blyerts är tillverkat av lera och grafit.[79][80][81]

#### Botanik
- Regnskogar producerar i princip inte mer syre än de förbrukar; orörda regnskogar är ekosystem i balans. Den största delen av jordens syreproduktion kommer istället från fytoplankton. Dessa tar kol ur ekosystemen när de dör genom att stora delar av dem då åker ner till botten där de stannar.[82][83]
- Det är betydligt mycket svårare att svinga sig i lianer än vad Tarzan ger sken av, de växer nämligen nerifrån och upp.[70][84]

### Fysik
- Blixten slår ofta ner flera gånger på samma ställe, särskilt höga platser. Blixten kan i vissa fall passera samma väg på grund av kvarvarande laddning i luften.[85][86][87]
- Mikrovågsugnar förstör inte mer näring i mat än andra uppvärmningsmetoder, och orsakar heller inte cancer. Tvärtom kan mikrovågsugnstillagad mat ha mer näring eftersom tillagningstiden är kortare.[88][89][90][91][92]
- Det var inte Thomas Edison som uppfann glödlampan. Det var en längre process där Edison så småningom kom att förfina glödlampan.[93][94][95]

### Medicin

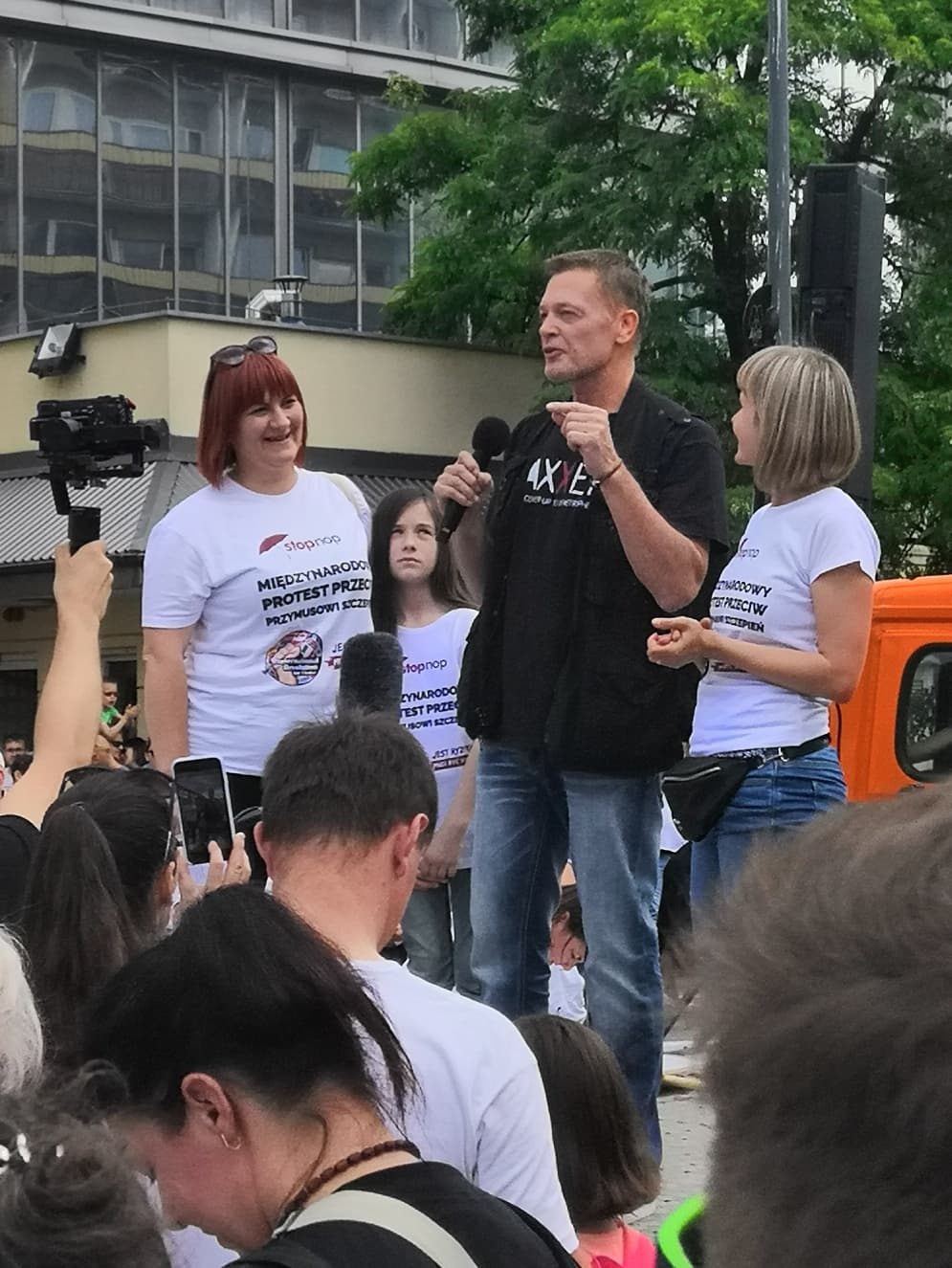
Andrew Wakefield, som publicerade bluffartikeln som startade den moderna anti-vaccinationsrörelsen.

- Vaccinationer orsakar inte autism. Missuppfattningen grundades på en småskalig sponsrad undersökning av Andrew Wakefield, som senare har fått sin läkarlegitimation tillbakadragen, och studien har blivit avpublicerad.[96][97] "Näst efter rent vatten, är vaccinationer det som mest effektivt bidrar till folkhälsan i världen."[98]
- Barn blir inte hyperaktiva av socker. Myten bygger på en liten studie på 1970-talet och har sedan inte kunnat återupprepas.[99][100][101]
- Människor har inte antingen en dominant höger- eller vänsterhalva av hjärnan. De olika delarna av hjärnan samarbetar. Missuppfattningen uppstod efter att neuropsykologen Michael Gazzaniga publicerat rön om hur hjärnhalvorna kommunicerade med varandra.[102][103][104][105]
- Mäns och kvinnors hjärnor är inte fundamentalt olika. Hjärnors uppbyggnad ligger snarare på ett spektrum.[102][106]
- Det är inte farligt att bada direkt efter en måltid. Magen klarar att smälta maten ändå. Om magen blir så full att det är svårt att andas, eller maten åtföljs av alkohol ökar risken.[107][108][109][110]
- Solskador övergår inte i solbrändhet. Solskador orsakar skador i huden, vilket försvårar solbrändhet.[111][112][108]
- Människan har fler än fem sinnen. Bland de sällan räknade finns balanssinne, proprioception (känslan för var kroppens delar befinner sig), temperaturkänslighet, tidsuppfattning och smärtsinne.[113][114][115]
- Om man blir biten av en giftorm ska man inte suga ut giftet. Det leder till att man får i sig giftet.[116][117][118]
- Träning, motion och fysisk aktivitet rekommenderas ibland som en behandlingsmetod mot fetma. Fysisk aktivitet står dock bara för 10-30% av den energi som förbränns varje dygn.[119] (Resten går åt till basal metabolism samt den energi som krävs för att bryta ner mat.[120]) Det betyder att det krävs mycket långsiktig fysisk aktivitet för att åstadkomma en liten viktminskning.[119]
- Den mänskliga tungan har inte olika områden för olika smaker. Hela tungan har alla olika smakreceptorer. Missförståndet kommer från en felöversättning.[121][122][123]

### Kriminologi

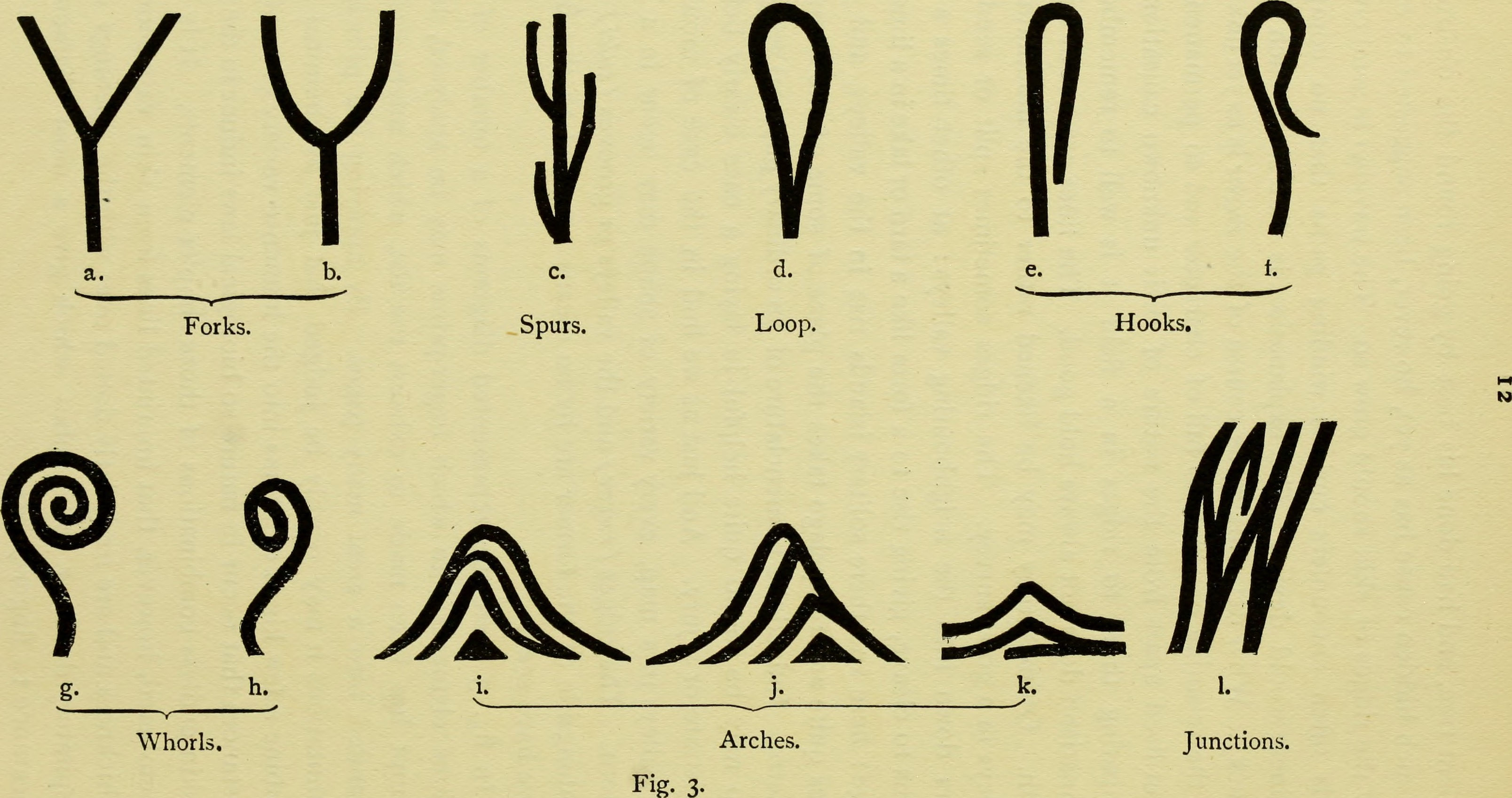
Handbok för tolkning av fingeravtryck.

- Fingeravtryck är inte entydiga bevis. De kräver tolkning, något som har visat sig ha höga mått av falska positiva (mellan 1 av 18 och 1 av 30).[124][125][126]

### Psykologi

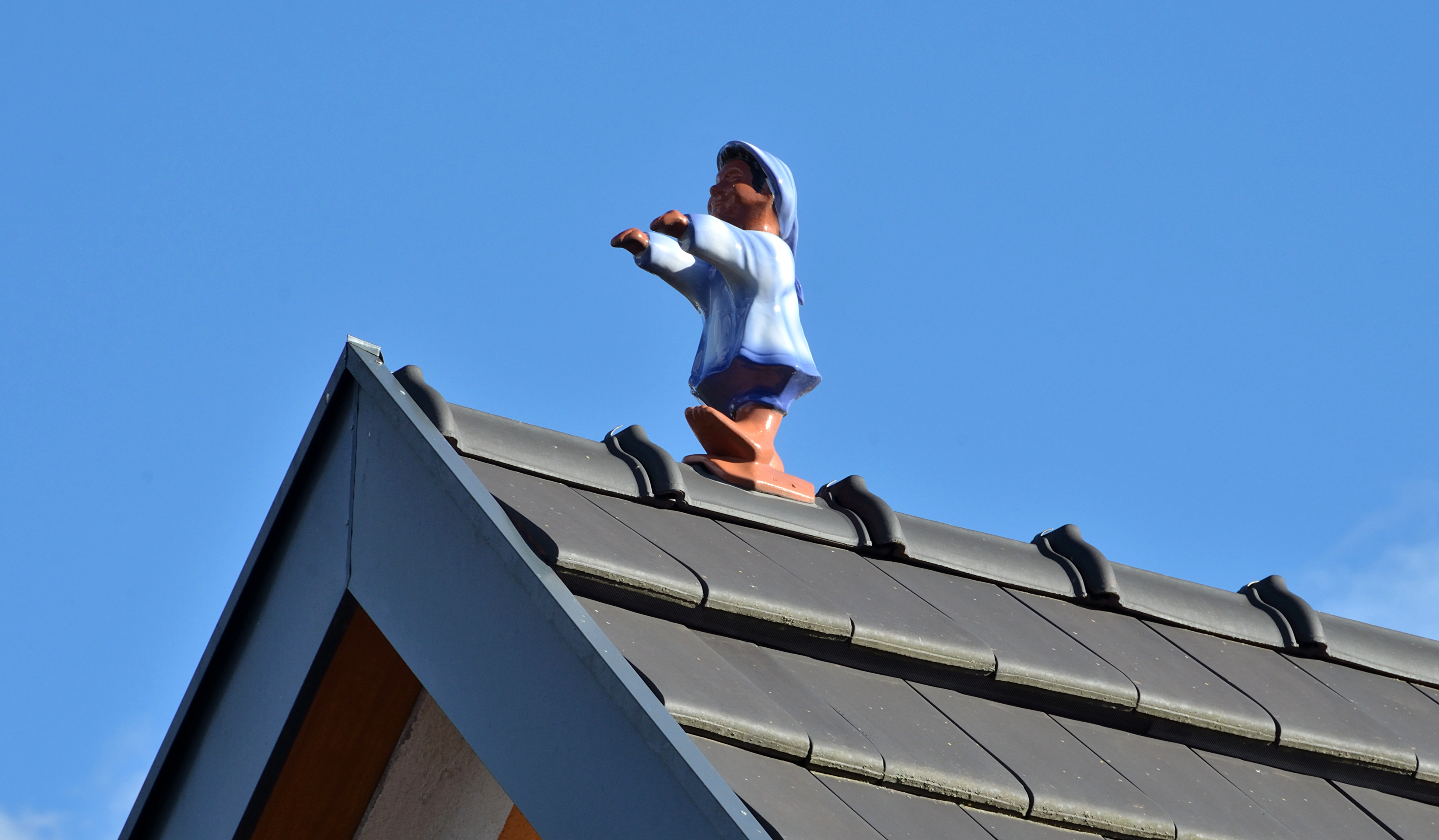
Staty av sömngångare på väg att göra sig illa.

- Schizofreni är inte samma sak som "kluven personlighet" eller "multipla personligheter", som inom psykiatrin heter dissociativ identitetsstörning.[127]
- Personer med autism är inte automatiskt savanter. Begreppet autism myntades 1943, och har gradvis förfinats. Numera klassas autism enligt ett spektrum med flera egenskaper. Bilden av savanter spreds från början framför allt i filmen Rain Man.[128][129][130]
- Självmord drabbar inte bara psykiskt störda eller deprimerade. Andra vanliga orsaker är relationsproblem, juridiska problem, mobbning, diskriminering, anhörigs dödsfall, allvarlig sjukdom, trauma, sexuella övergrepp, att bli avvisad romantiskt eller en förestående kris. Att tala om självmord leder inte till ökad självmordsrisk.[131][132][133][134]
- Sverige har inte högst självmordssiffror i världen. Sverige ligger nedanför plats 40 i listan över länder med flest självmord. Myten brukar spåras till ett tal av USA:s president Dwight Eisenhower 1960.[135][136][137][138][139]
- Det finns inget direkt samband mellan storleken på en hjärna och intelligensnivån.[140][141]
- Det är inte farligt att väcka sömngångare. Tvärtom är det ofta bättre att väcka dem försiktigt så att de inte gör sig illa genom att exempelvis falla.[142][143][144][145]

### Astronomi
- Termen UFO syftar inte nödvändigtvis på utomjordiska rymdfarkoster, utan betyder "oidentifierat flygande föremål", vilket omfattar bland annat kan vara meteorer, sönderfallande satelliter, fågelsträck, flygplan, ljus och väderballonger.[146][147][148]
- Den kinesiska muren är inte synlig från månen/rymden, åtminstone inte med blotta ögat. Från låg omloppsbana är ljuset från städer synliga, liksom större byggnadsverk.[149][150][151][152]
- Meteoroider som nyss slagit ned är inte alltid varma, utan kan vara kalla eller frusna. Det är heller inte friktionen som gör att de glöder på vägen ner (och då kallas de meteorer), utan luften som pressas samman framför kärnan. Den heta delen skalas av under fallet, varpå kärnan som är kall från rymden återstår. [153][154][155]

## Kultur

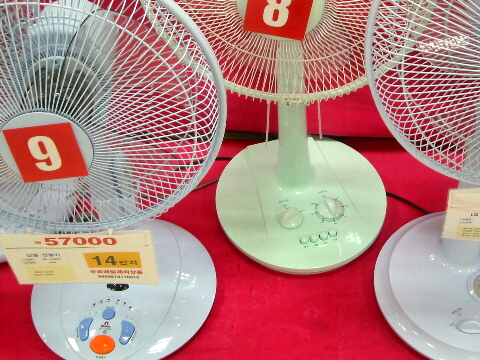
I Sydkorea säljs fläktar med timer för att man inte ska råka somna med fläkten på, av rädsla för fläktdöden.

### Sociologi och traditioner
- Midsommarstången är inte en fallossymbol. Formen har varierat både över tid och lokalt, men tolkningen av den som uppochnervänd fallos uppstod under 1800-talet när psykoanalysen stod högt i kurs.[156][157][158]
- Det uppstod ingen självmordsvåg i kölvattnet av Goethes verk Den unge Werthers lidanden. Nivåerna på självmord har inte heller ökat efter andra kända självmord, såsom Kurt Cobains.[159][160][161][162]
- Elavbrott leder inte till någon ökning av barnfödslar nio månader senare. Det första elavbrottet som rapporterats leda till ökade födelsetal var ett i New York 1965, men senare undersökningar har visat att kurvan ligger inom normalvärdet.[163]
- I framför allt Sydkorea finns en rädsla för fläktdöd, d.v.s. att det är farligt att lämna en fläkt på i ett slutet rum. Orsaken kan ha varit en överdriven varning för tekniska prylar i en nyhetsrapportering från 1927.[164][165][166]
- Zombier är inte helt fiktiva varelser, utan en ovanlig företeelse inom voodoo-religionen, där personer förgiftas så att de verkar döda. Tidskriften The Lancet har beskrivit tre fall där personer verkat döda för att senare uppstå. Zombier som fiktivt begrepp kom att spridas av George Romeros filmer.[167][168][169][170]

### Språk
- Vid föredrag eller tal står inte kroppsspråk för 55 %, tonen inte för 38 % och orden enbart 7 % av budskapet. Missförståndet kommer från en feltolkning av forskning gjord av bland andra Albert Mehrabian, där resultatet inte var absolut och inte gällde alla situationer.[171][172][173]
- Winston Churchill sade inte att han inte hade något att erbjuda utom "blod, svett och tårar" men sade "blod, möda, tårar och svett". Flera citat har felaktigt tillskrivits personer, något som avhandlas i boken They Never Said It av Paul F Boller och John George.[174]

### Litteratur och drama

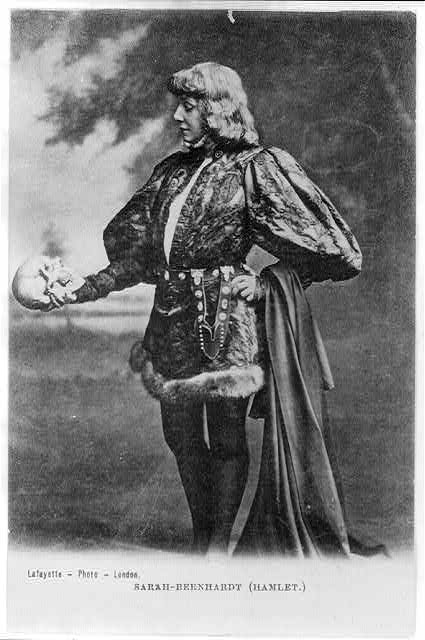
Sarah Bernhardt som Hamlet, med dödskalle.

#### Judendom

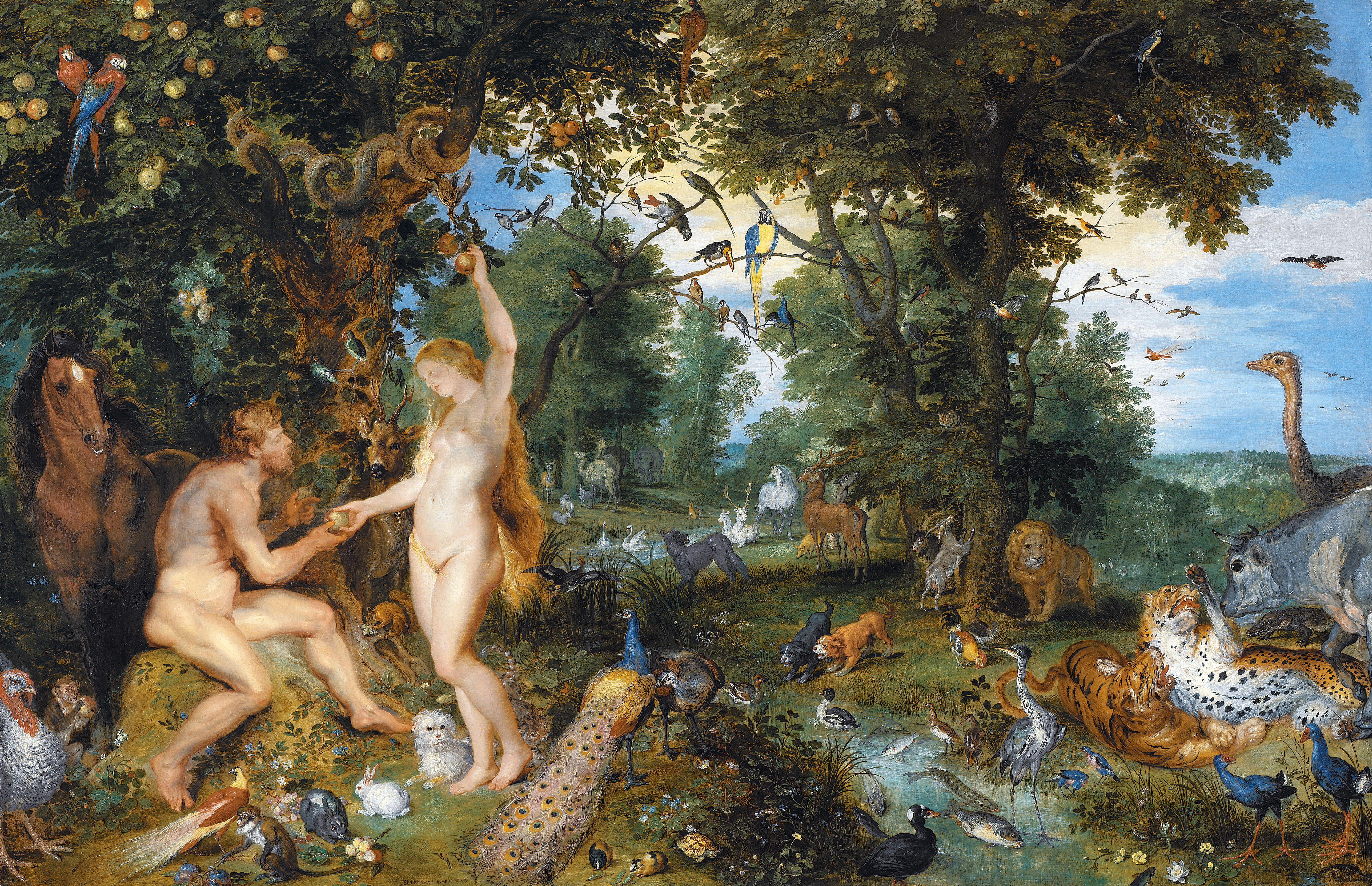
Även om kunskapens frukt ofta inom konsten framställs som ett äpple, anges inte vilken frukt det rör sig om i Första Mosebok.

### Mat

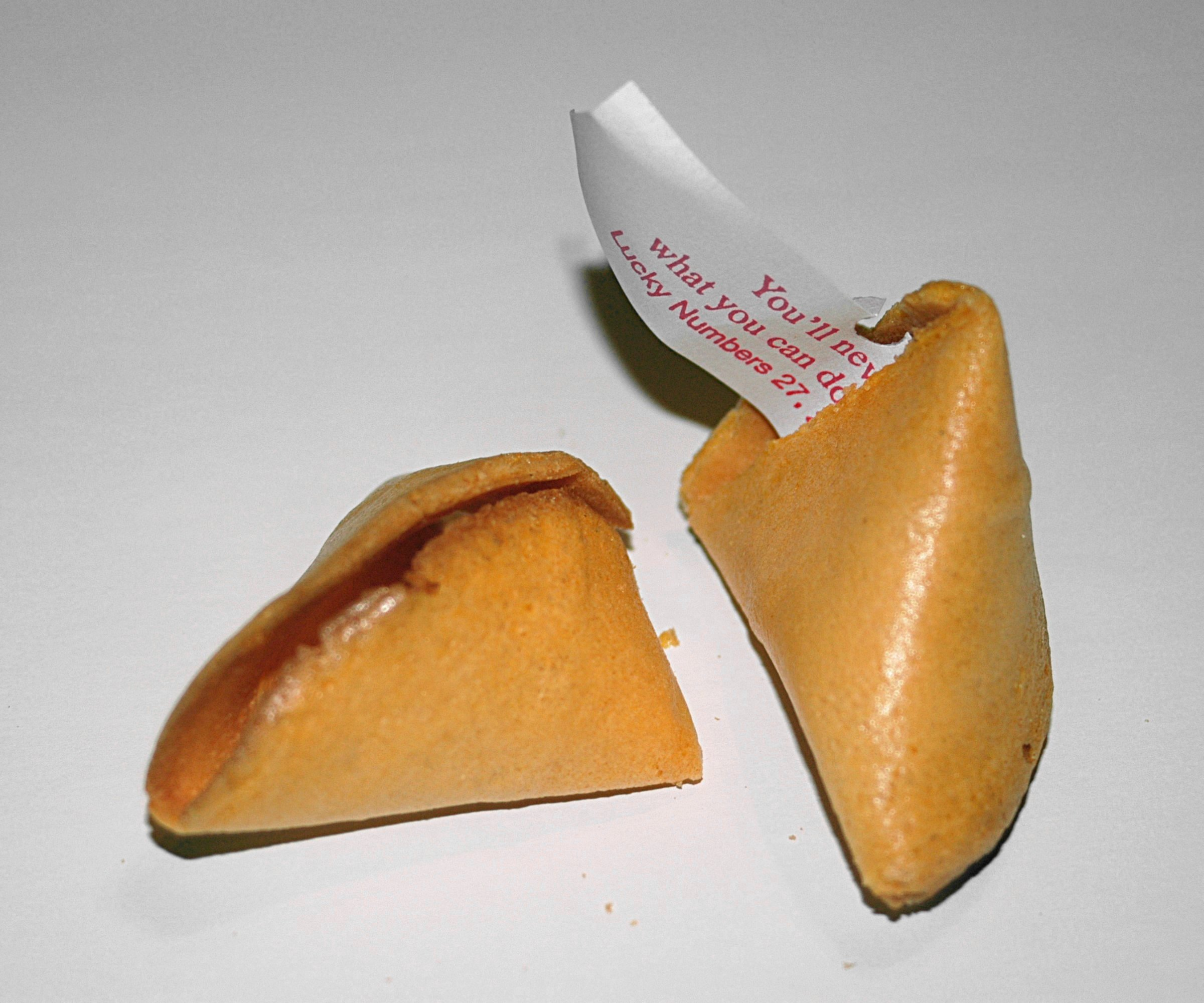
Trots att lyckokakor ofta serveras med kinesisk mat är det en japansk uppfinning och äts nästan aldrig i Kina, där de ses som amerikanska.

### Sport

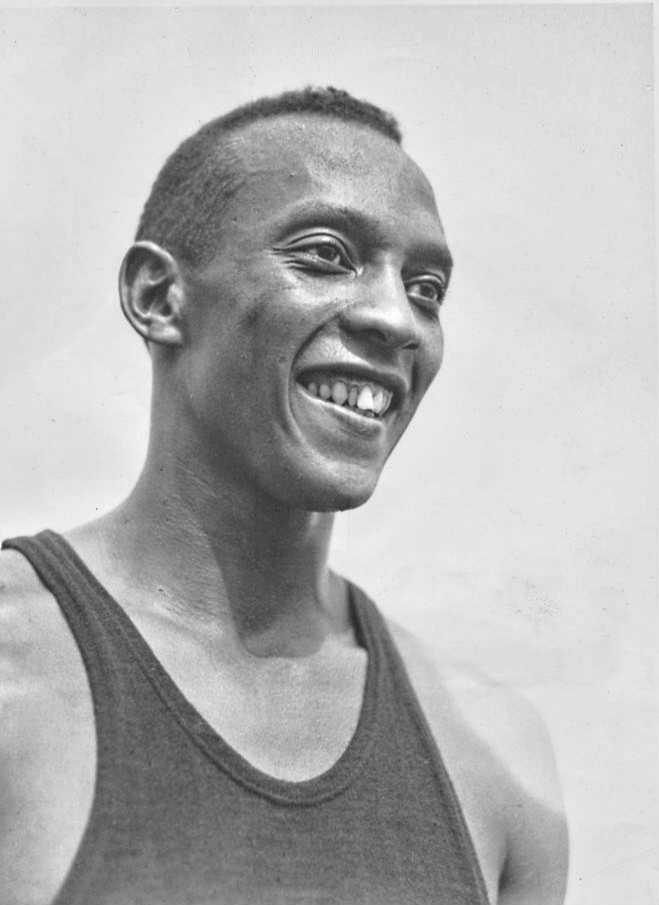
Jesse Owens, som deltog i sommar-OS 1936.